# Brođanci
Brođanci – wieś w Chorwacji, w żupanii osijecko-barańskiej, w gminie Bizovac. W 2011 roku liczyła 547 mieszkańców.